# Azat Qırım

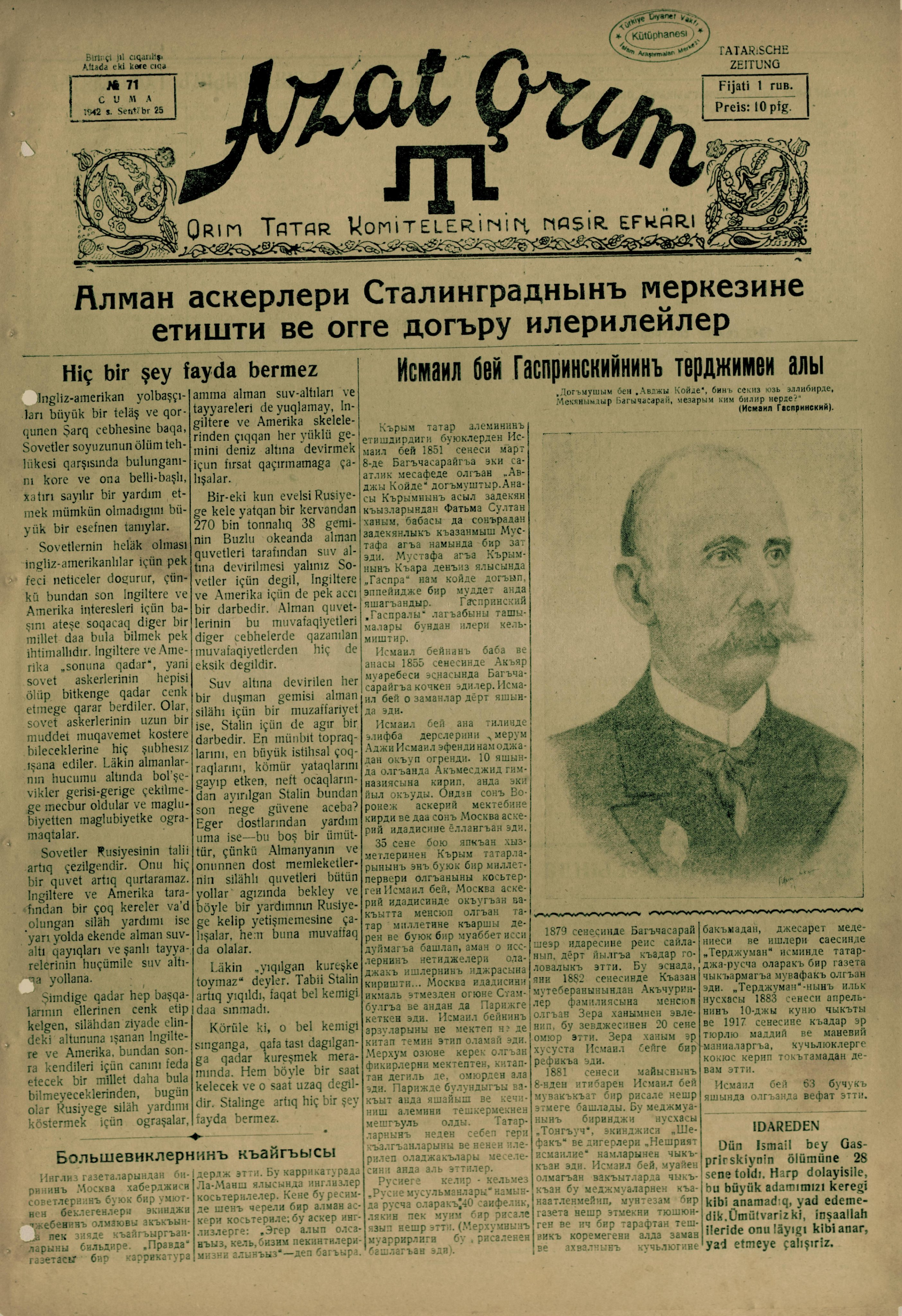
„Azat Qırım” („Wolny Krym”)

Azat Qırım (krymskotat. Азат КъЫрым – dosł. „wolny Krym”) – kolaboracyjne pismo wydawane w języku krymskotatarskim na okupowanym Krymie w latach 1942–1944.

## Historia
Wkrótce po zajęciu Krymu przez wojska niemieckie okupacyjna administracja zaczęła wydawać lokalne pisma. W języku krymskotatarskim pojawiła się gazeta „Azat Qırım” („Wolny Krym”). Pierwszy numer wyszedł 11 stycznia 1942 r. Była ona wydawana do końca marca 1944 r. Latem 1943 r. osiągnęła szczytowy nakład o wielkości 15 tys. egzemplarzy. Kosztowała 1 rubla lub 10 pfennigów. Wychodziła raz w tygodniu, zaś od 10 lutego 1942 r. – dwa razy. Od 19 stycznia 1943 r. miała podtytuł w języku niemieckim: „Tatarische Zeitung”. Początkowo była organem prasowym Symferopolskiego Komitetu Muzułmańskiego. Pierwszym redaktorem naczelnym był Izet-Nafe Nurijew, zaś 30 stycznia 1942 r. funkcję tę objął Mustafa Kurtijew (działacz niepodległościowy z lat 1917–1918). Kolejnym redaktorem naczelnym 25 maja 1943 r. został Abdułła Kurkicz, zaś 7 grudnia 1943 r. – Mehmet Muedinow. Władze niemieckie sprawowały nadzór nad redakcją. Wszystkie numery gazety musiały być najpierw przez nie zaakceptowane. W gazecie publikowano oświadczenia władz okupacyjnych oraz Symferopolskiego Komitetu Muzułmańskiego i podległych mu komitetów lokalnych, przemówienia przywódców III Rzeszy, informacje frontowe (z czasem coraz bardziej spreparowane), czy propagandowe informacje o życiu codziennym w Niemczech. Publikowano karykatury Józefa Stalina i przywódców państw zachodnich. Artykuły miały charakter proniemiecki, antyradziecki i antysemicki. Dużą uwagę zwrócono na historię i kulturę Tatarów krymskich.

## Inne znaczenia
Azat Qirim dosłownie oznacza: „wolny Krym”. Hasło to jest używane przez Krymskich Tatarów w kontekście ich działań przeciwko aneksji półwyspu, jakiej Rosja dokonała w 2014 roku.